# Đội tuyển Fed Cup Bồ Đào Nha
Đội tuyển Fed Cup Bồ Đào Nha đại diện Bồ Đào Nha ở giải đấu quần vợt Fed Cup và được quản lý bởi Liên đoàn Quần vợt Bồ Đào Nha. Đội thi đấu ở Nhóm II khu vực Âu/Phi in 2011, được thăng hạng Nhóm I năm 2012.

## Lịch sử
Bồ Đào Nha tham dự kì Fed Cup đầu tiên vào năm 1968.  Thành tích tốt nhất của đội là xếp thứ 5 chung cuộc ở Nhóm I khu vực Âu/Phi năm 2012.

## Đội hình hiện tại (2017)
- Michelle Larcher de Brito
- Inês Murta
- Maria João Koehler
- Joana Valle Costa